# Hirschriedel
Hirschriedel är en bergstopp i Österrike.   Den ligger i distriktet Liezen och förbundslandet Steiermark, i den centrala delen av landet, 170 km väster om huvudstaden Wien. Toppen på Hirschriedel är 1 415 meter över havet.